# Origen del lenguaje

En este gráfico podemos analizar la expansión de cada especie Homo por los continentes y la cantidad de años en los que ocurrieron estos cambios.

El origen del lenguaje usado por los humanos ha sido motivo de discusiones académicas durante siglos. Aun así, no hay consenso sobre su origen o su edad definitivos, ni siquiera sobre si se originó en un solo punto o a la vez en varios lugares. Un problema que hace el tema difícil de estudiar es la falta de pruebas directas, puesto que ni las lenguas ni la habilidad de producirlas se fosilizan. Consiguientemente, los estudiosos que quieren conocer los orígenes del lenguaje tienen que sacar inferencias de otro tipo de pruebas, tales como la evolución humana o de pruebas arqueológicas, de la diversidad lingüística contemporánea, de los estudios de la adquisición lingüística, y de comparaciones entre el lenguaje humano y los sistemas de comunicación existentes entre otros animales, y en otros primates. Generalmente, se acepta que los orígenes del lenguaje están fuertemente ligados a los orígenes del comportamiento humano moderno, pero hay poco acuerdo sobre las implicaciones y la direccionalidad de esta conexión.

Linaje del Homo sapiens

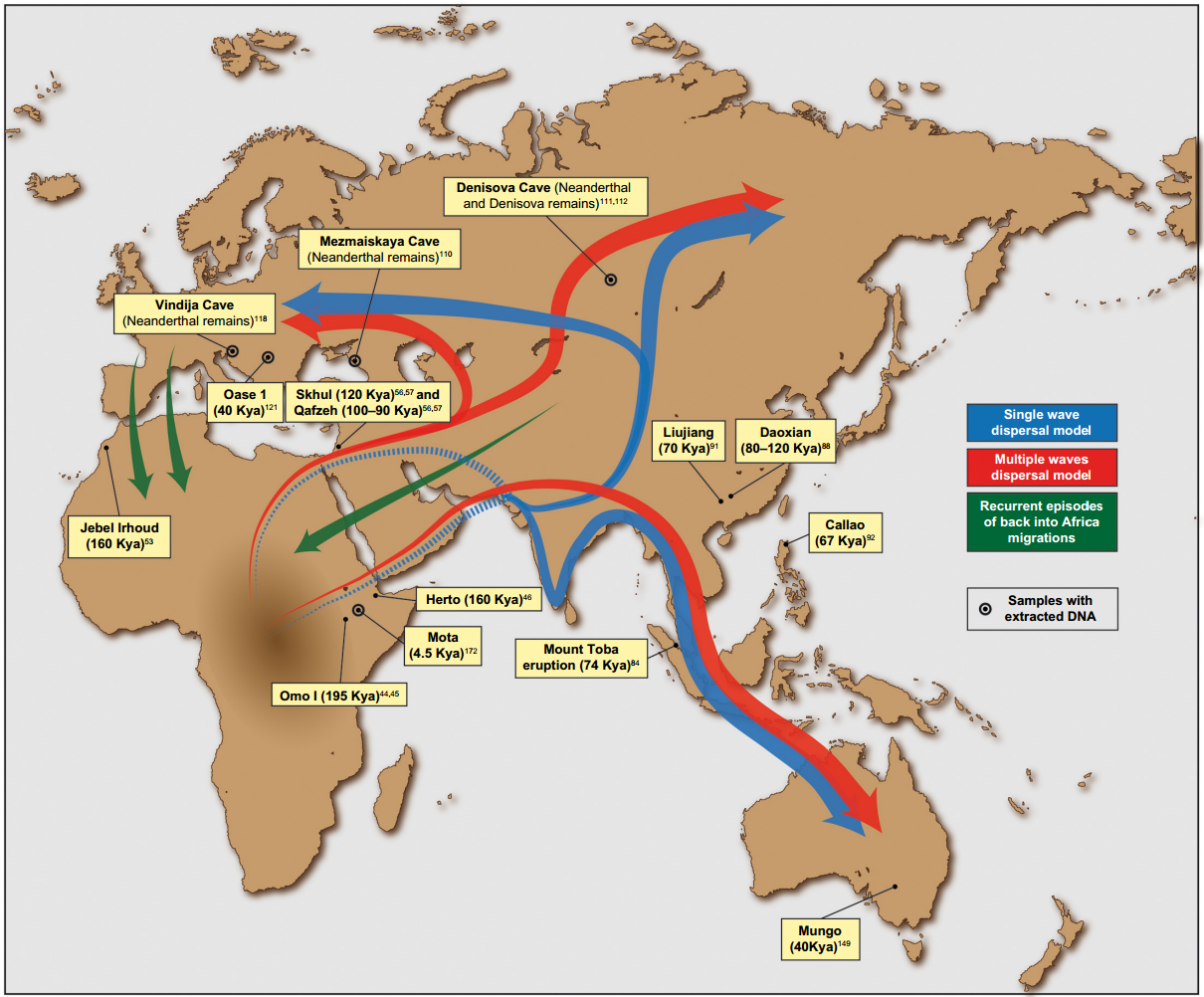
Hipótesis de las olas migratorias del Homo sapiens fuera de África

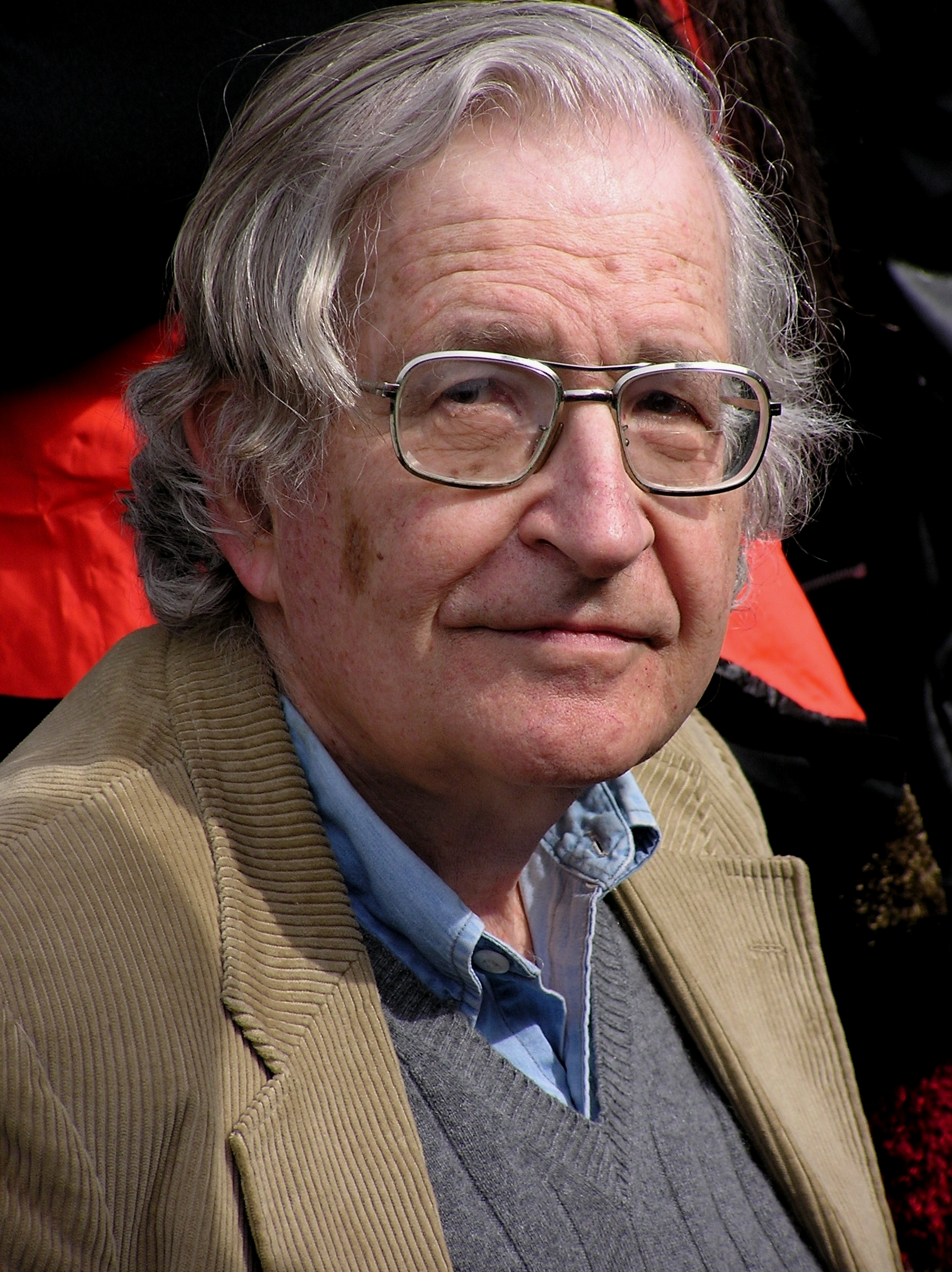
Noam Chomsky, padre de la lingüística.

El hecho de que la evidencia empírica sea limitada ha conducido muchos estudiosos a considerar el tema entero como inadecuado para un estudio serio. En el año 1866, la Sociedad Lingüística de París llegó a desterrar los debates sobre el tema, una prohibición que resultó influyente a lo largo de la mayor parte del mundo occidental hasta avanzado el siglo XX. Hoy hay numerosas hipótesis sobre cómo, por qué, cuándo y dónde el lenguaje habría podido emerger por primera vez. Puede parecer que difícilmente  estemos más de acuerdo hoy que  hace cien años, cuando la teoría de la evolución por selección natural de Charles Darwin provocó una precipitación de especulaciones de poca monta sobre el tema. Desde principios de los 90, aun así, un creciente número de lingüistas, arqueólogos, psicólogos, antropólogos y otros profesionales han probado de dirigirse, mediante nuevos métodos, al que han empezado a considerar "uno de los problemas más difíciles de la ciencia".

## Aproximaciones

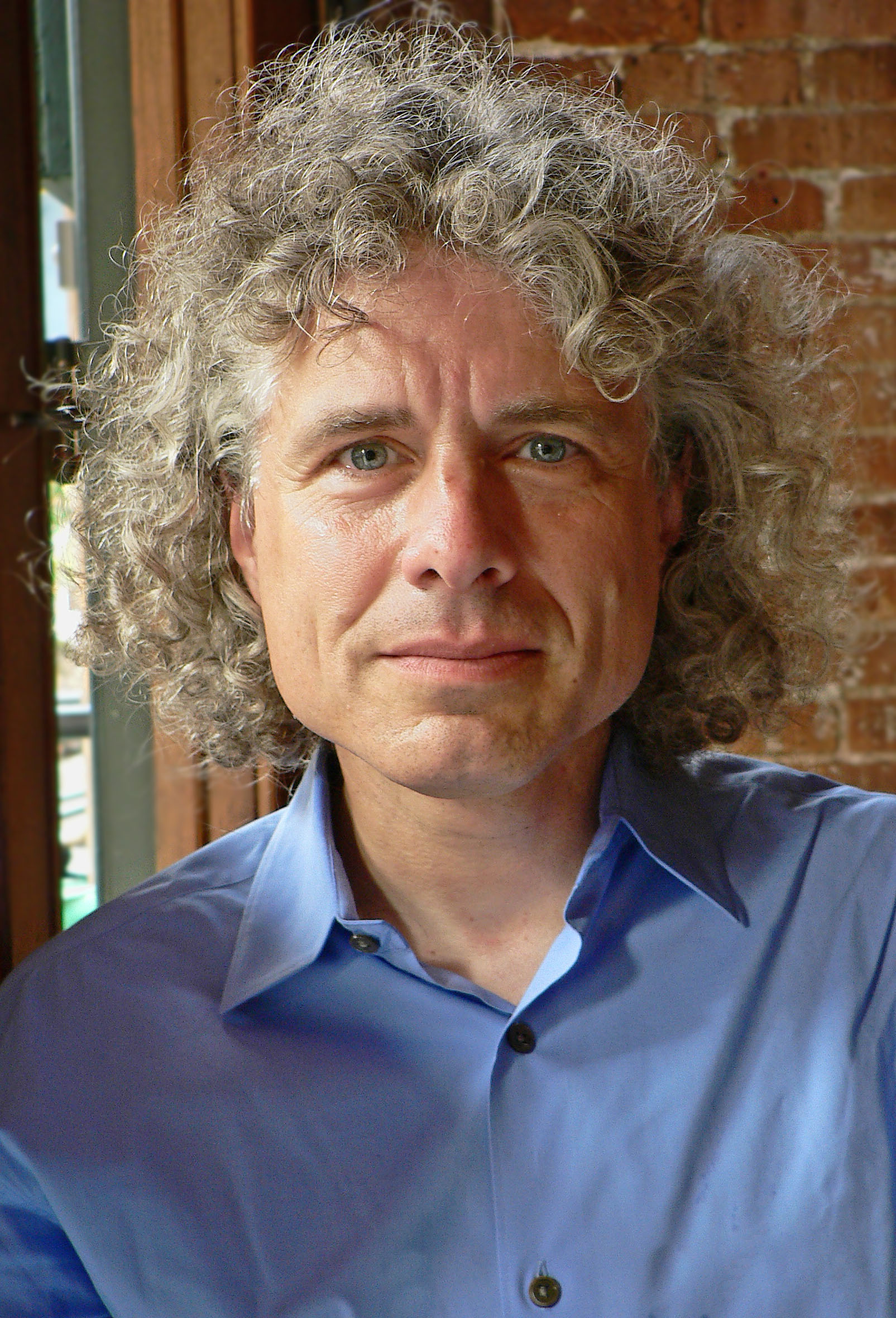
Steven Pinker 2005

Las aproximaciones al origen del lenguaje pueden dividirse de acuerdo con sus suposiciones subyacentes. Las teorías de continuidad se basan en la idea de que el lenguaje es tan complejo que nadie se lo puede imaginar apareciendo simplemente de la nada en su forma final: tiene que haber evolucionado de sistemas prelingüísticos anteriores entre nuestros antepasados primates. Las teorías de discontinuidad se basan en la idea opuesta -que el lenguaje es un rasgo único que no se puede comparar a nada encontrado entre los no humanos y, por lo tanto, tiene que haber aparecido bastante de golpe en el curso de la evolución humana. Otro contraste se encuentra entre las teorías que ven el lenguaje principalmente como una facultad innata largamente codificada genéticamente, y aquellas que lo ven como un sistema principalmente cultural -en otras palabras, aprendido con la interacción social.
Noam Chomsky es un prominente defensor de la teoría de discontinuidad, cuestión en la cual queda bastante aislado respecto a sus compañeros académicos. Defiende que una sola mutación casual en un individuo en fecha de hace 100.000 años dio lugar a la emergencia "instantánea" de la facultad lingüística (un componente del cerebro-mente) de manera "perfecta" o "casi perfecta". El argumento filosófico se explica, brevemente, de la siguiente manera: primeramente, por lo que se conoce de la evolución, cualquier cambio biológico en las especies surge de un cambio genético fortuito en un solo individuo (mutación) que se esparce por su grupo de descendencia. En segundo lugar, desde una perspectiva computacional sobre la teoría del lenguaje, el único cambio que se necesitaba era la habilidad cognitiva de construir y procesar estructuras de información recursiva en la mente (la propiedad de "infinidad discreta", que parece ser única en la mente humana). Este cambio genético, que dotó la mente humana con la propiedad de infinidad discreta, defiende Chomsky, esencialmente permitió hacer el salto de ser capaz de contar hasta N, en que N es un número fijo, a ser capaz de contar indefinidamente (p. e., si se puede construir N, entonces también se puede construir N+1). Esto se deduce de las afirmaciones de que la evolución de la facultad lingüística humana es saltacional, puesto que, en cuanto que hecho lógico, no hay ningún camino para una transición gradual de una mente capaz solo de contar hasta un número fijo, a una mente capaz de contar indefinidamente. La idea, pues, por analogía débil, es que la formación de la facultad lingüística en los humanos es parecida a la formación de un cristal; la infinidad discreta sería la varilla de cristal en un cerebro supersaturado, a punto de florecer en la mente humana, por ley física, un golpe pequeño, pero crucial, en la evolución.

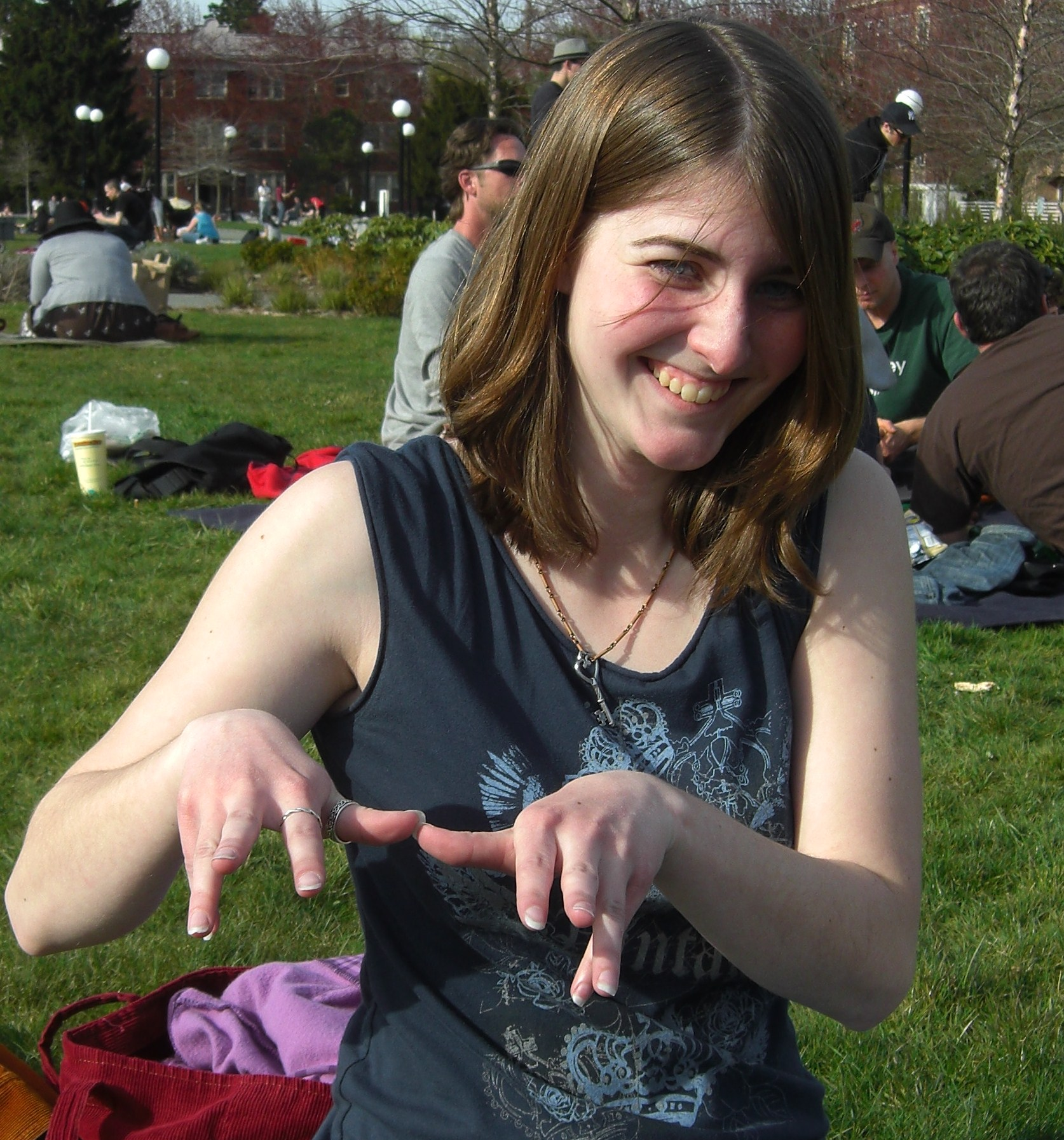
Lengua de signos norteamericana

Las teorías basadas en la continuidad actualmente son apoyadas por la mayoría de estudiosos, pero varían en cómo conciben este desarrollo. De entre aquellos que ven el lenguaje como una cosa principalmente innata, algunos -especialmente Steven Pinker— evitan especular sobre precursores específicos en primates no humanos, enfatizando simplemente que la facultad lingüística tiene que haber evolucionado por el camino gradual habitual. Otros en este campo intelectual -principalmente Ib Ulbaek— sostienen que el lenguaje evolucionó no de la comunicación de los primates sino de la cognición de los primates, que es significativamente más compleja. Aquellos que ven el lenguaje como una herramienta de comunicación aprendida socialmente, como Michael Tomasello, lo entienden desarrollándose de los aspectos en la comunicación de los primates controlados cognitivamente, y  son estos principalmente gestuales en oposición a vocales. En cuanto a los precursores vocales, muchos teóricos continuistas prevén el lenguaje evolucionando de las primeras capacidades humanas para cantar.
Trascendiendo la división continuidad/discontinuidad, hay aquellos que ven la emergencia del lenguaje como consecuencia de algún tipo de transformación social que, generando niveles sin precedentes de confianza pública, liberó una potencia genética para la creatividad lingüística que previamente había permanecido dormida. La teoría de la coevolución ritual/habla es un ejemplo de esta aproximación.  Los estudiosos de este campo intelectual apuntan al hecho de que, incluso los chimpancés y los bonobos, tienen capacidades simbólicas latentes que, en la selva, raramente usan.
Puesto que la emergencia del lenguaje se sitúa hace mucho tiempo en la prehistoria humana, los desarrollos relevantes no  han dejado trazas históricas directas, ni pueden observarse procesos comparables hoy en día. Aun así, la emergencia de nuevos signos lingüísticos en los tiempos modernos -la lengua de signos nicaragüense, por ejemplo- podría ofrecer ideas potenciales sobre los estadios de desarrollo y procesos creativos necesariamente involucrados. Otra aproximación ha sido inspeccionar los primeros fósiles humanos, buscando trazas de adaptación física al uso del lenguaje. En algunos casos, cuando el ADN de los humanos extinguidos puede recuperarse, la presencia o ausencia de genes supuestamente relevantes lingüísticamente -el FOXP2  es un ejemplo- podría demostrarse informativo. Otra aproximación, esta vez arqueológica, es acogerse al comportamiento simbólico (como una actividad ritual repetida) que podría dejar una traza arqueológica -como minas y modificaciones de pigmentos de ocre para pintura del cuerpo- mientras se desarrollan argumentos teóricos para justificar inferencias del simbolismo en general al lenguaje en particular.
El alcance temporal para la evolución del lenguaje y/o sus prerrequisitos anatómicos se extiende, como mínimo en principio, desde la divergencia filogenética del homo (hace de 2,4 a 2,5 millones de años) del pan (hace de 5 a 6 millones de años) a la emergencia del comportamiento humano moderno pleno, hace unos 200.000 - 50.000 años. Unos pocos discuten que el Australopitec probablemente careciera de comunicación vocal significativamente más sofisticada que aquella de los homínidos en general, pero las opiniones de los estudiosos varían en los desarrollos desde la aparición del homo hace unos 2,5 millones de años. Algunos estudiosos asumen el desarrollo de los sistemas protolingüístics primitivos (protolengua) tan pronto como aparece el homo habilis, mientras que otros sitúan el desarrollo de la comunicación simbólica solo con el homo erectus (hace 1,8 millones de años) y el desarrollo del lenguaje correcto con el homo sapiens hace menos de 200.000 años.
Usando métodos estadísticos para estimar los tiempos necesarios para lograr la difusión y diversidad actuales en las lenguas modernas de hoy día, Johanna Nichols —una lingüista de la Universidad de California, Berkeley- defendió en 1998 que las lenguas vocales tienen que haber empezado a diversificarse en nuestra especie como mínimo hace 100.000 años. Usando la diversidad fonémica, un análisis más reciente ofrece apoyo lingüístico directo para una fecha similar. Estimaciones de este tipo son independientemente apoyadas por evidencias genéticas, arqueológicas, paleontológicas y muchas otras que sugieren que la lengua probablemente emergió en algún lugar del África subsahariana durante el paleolítico medio, aproximadamente contemporánea con la especiación del homo sapiens.
Los lingüistas están de acuerdo en que, aparte de excepciones tales como el pidgin, no hay lenguas "primitivas": todos los pueblos humanos modernos hablan en lenguas de poder expresivo comparable; aun así, gran parte de los estudios recientes han explorado como la complejidad lingüística varía entre lenguas y en las lenguas a lo largo del tiempo histórico.

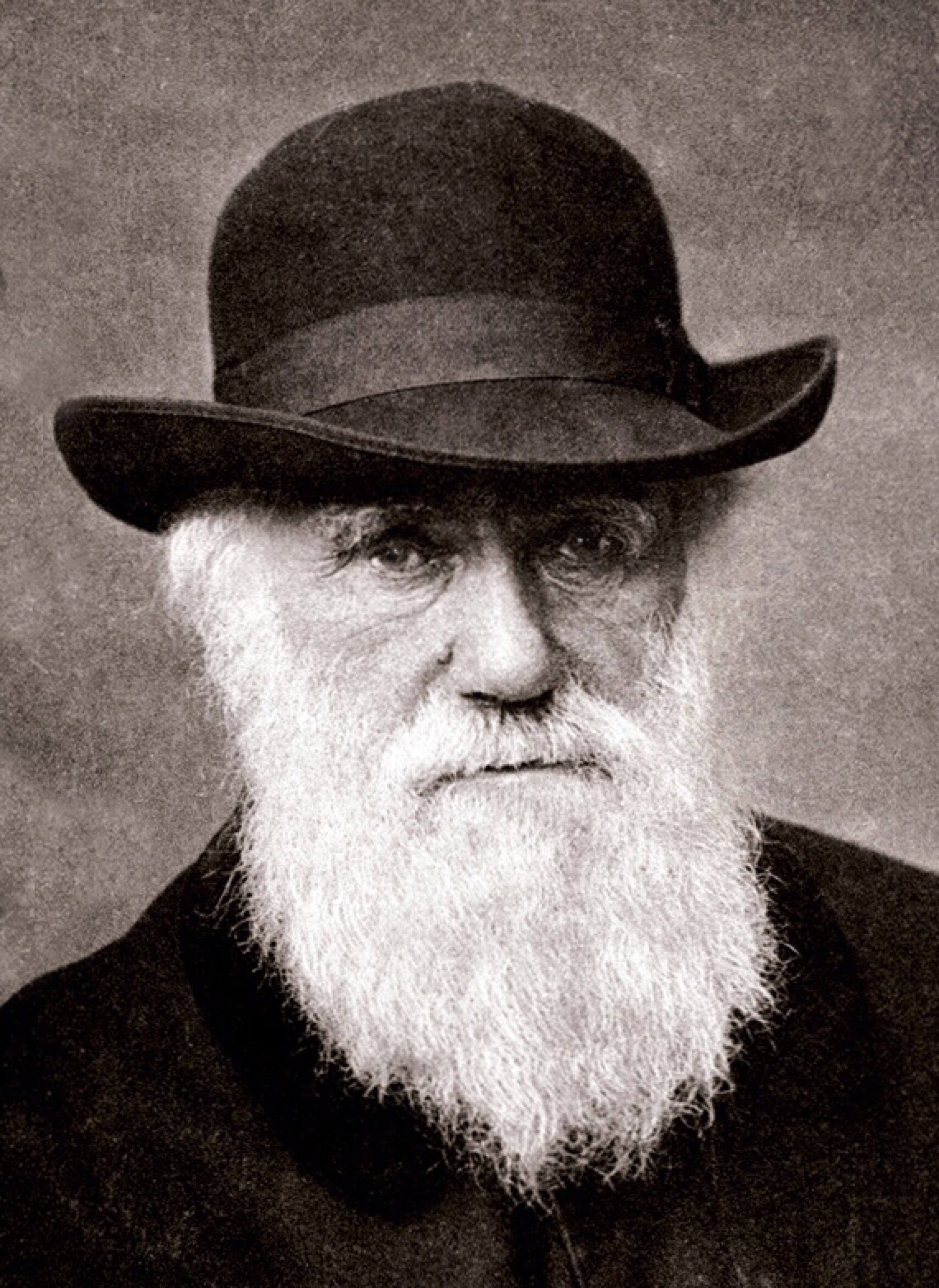
Charles Darwin 1880

## Hipótesis sobre el origen lingüístico

### Primeras especulaciones
No puedo dudar de que el lenguaje deba su origen a la imitación y  modificación, ayudadas por signos y gestos, de diversos sonidos naturales, de las voces de otros animales y de los mismos lloros instintivos humanos.
Charles Darwin en The Descent of Man, and Selection in Relation to Sex (1871)

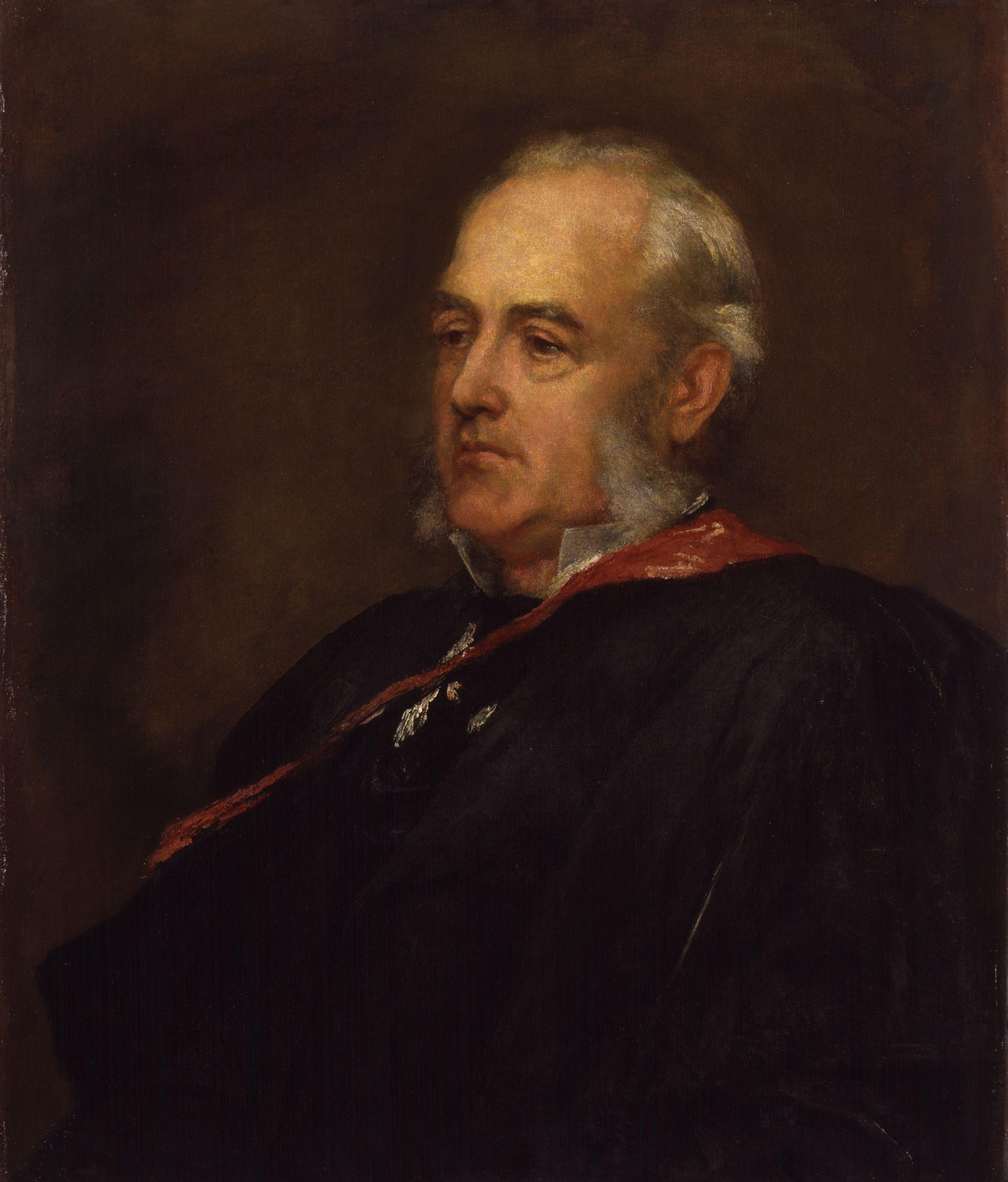
Max Müller por George Frederic Watts

El 1861, el histórico lingüista Max Müller publicó una lista de teorías especulativas sobre los orígenes de la lengua hablada:
- Bow-wow. La teoría bow-wow o cuckoo, que Müller atribuía al filósofo alemán Johann Gottfried Herder, vio las primeras palabras como imitaciones de llantos de bestias y pájaros: la onomatopeya habría sido la primera palabra.
- Pooh-pooh. La teoría Pooh-Pooh vio las primeras palabras como interjecciones y exclamaciones emocionales surgidas del dolor, el placer, la sorpresa, y así sucesivamente.
- Ding-dong. Müller sugirió lo que denominó la teoría Ding-Dong, que plantea que todas las cosas tienen una resonancia natural vibradora, repetida de alguna manera por el ser humano en sus primeras palabras.
- Yo-he-ho. La teoría yo-he-ho vio la lengua emergiendo del esfuerzo rítmico colectivo, el intento de sincronizar el esfuerzo muscular resultante en sonidos cómo he alternando con sonidos como ho.
- Tu-tu. Esta no constaba en la lista de Müller, y fue propuesta en 1930 por sir Richard Paget.[37] De acuerdo con la teoría tu-tu, los humanos pronunciaron las primeras palabras con movimientos de lengua que imitaban gestos manuales, pasándolos a audibles.

La mayoría de estudiosos de hoy consideran todas estas teorías no tan equivocadas -ocasionalmente ofrecen ideas marginales- como cómicamente ingenuas e irrelevantes. El problema de estas teorías es que sean tan estrechamente mecanicistas. Asumen que, de un golpe nuestros antepasados tropezaron con el mecanismo ingenioso apropiado para ligar sonidos con significados, y la lengua automáticamente habría evolucionado y cambiado.

### Problemas de fiabilidad y engaño

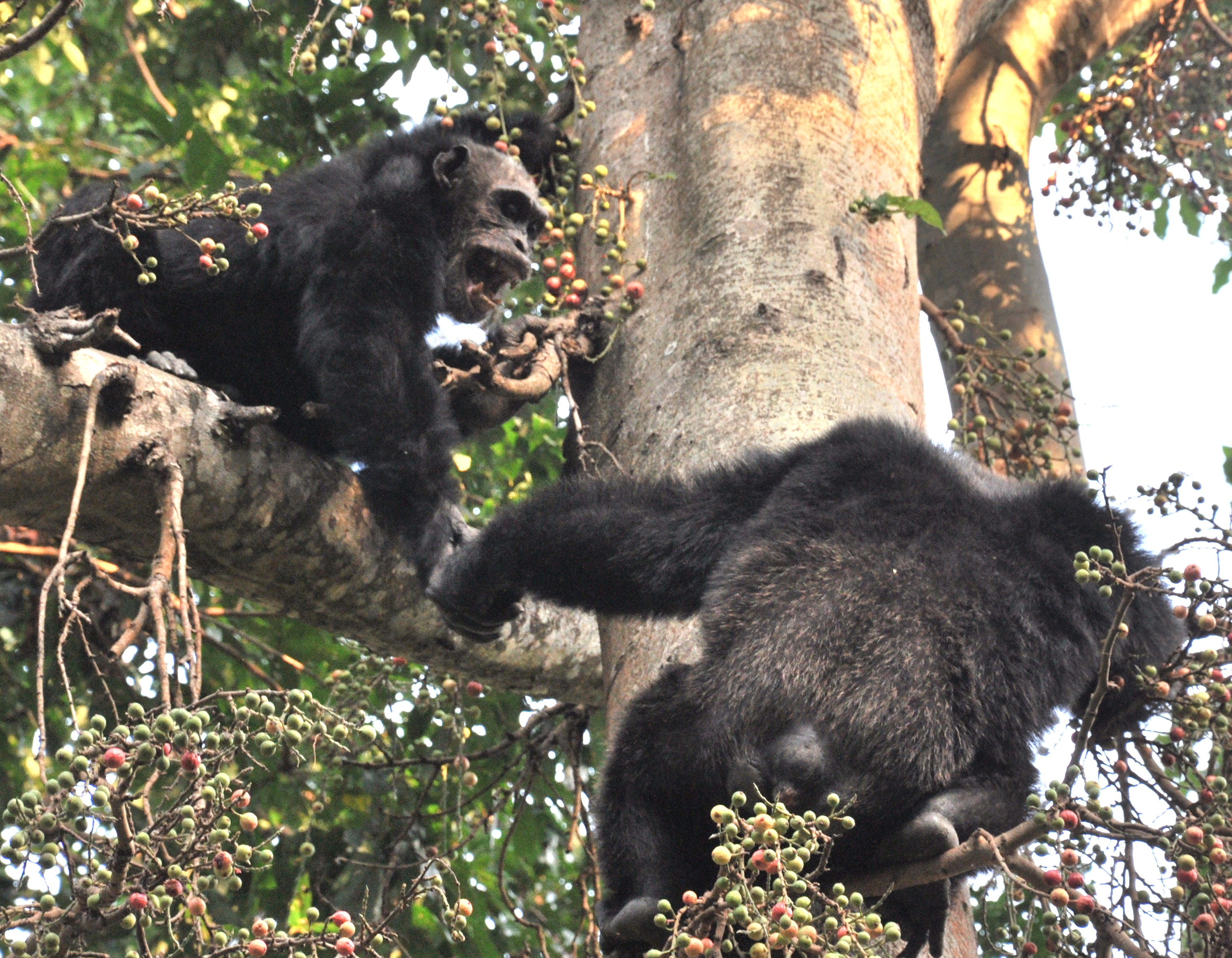
Macho alfa chimpancé en comunicación con otro macho

Desde la perspectiva de la ciencia moderna, el principal obstáculo en la evolución de la comunicación protolingüística en la naturaleza no es  mecanicista. Más bien, es el hecho de que los símbolos -asociaciones arbitrarias de sonidos u otras formas perceptibles con los correspondientes significados- no son fiables, y perfectamente pueden ser falsos. Cómo dice el refrán, "las palabras son baratas". Darwin Müller o los otros primeros teorizadores evolucionistas no reconocieron en absoluto el problema de la fiabilidad.
Los signos vocales animales son en su mayor parte intrínsecamente fiables. Cuando un gato ronronea, la señal constituye una evidencia directa del estado de contento del animal. Podemos "confiar" en la señal no porque el gato esté inclinado a ser honesto, sino porque no puede fingir aquel sonido. Los gritos vocálicos de los primates pueden ser ligeramente más manipulables, pero permanecen fiables por el mismo motivo -porque son difíciles de fingir. La inteligencia social de los primates es "maquiavèlica" -egoísta y sin restricciones de los escrúpulos morales. Los monos y simios a menudo intentan engañarse el uno al otro, mientras a la vez permanecen constantemente pendientes de no caer víctimas de su mismo engaño. Paradójicamente, es precisamente la resistencia de los primates al engaño la que bloquea la evolución de sus sistemas de señales hacia el camino protolingüístico. La lengua se excluye porque el mejor camino para procurar no engañarse es ignorar todos los signos excepto aquellos que son inmediatamente identificables. Las palabras automáticamente suspenden esta prueba.
Las palabras son fáciles de fingir. En caso de que resulten ser mentira, los oyentes se  adaptarán ignorándolas a favor de los indicios o señales difíciles de fingir. Para que el lenguaje funcione los oyentes tienen que confiar en que aquellos con quienes hablan generalmente tiendan a ser honestos. Una característica peculiar del lenguaje es la "referencia reemplazada", que quiere decir la referencia a tópicos fuera de la situación perceptible del momento. Esta propiedad evita que las expresiones sean corroboradas inmediatamente "aquí" y "ahora". Por este motivo, la lengua presupone niveles relativamente altos de confianza mutua con el fin de permanecer estable en el tiempo como una estrategia evolutivamente estable. Una teoría de los orígenes del lenguaje, por lo tanto, tiene que explicar por qué los humanos pudieron empezar a confiar en señales vulgares de una manera que los otros animales aparentemente no pueden.

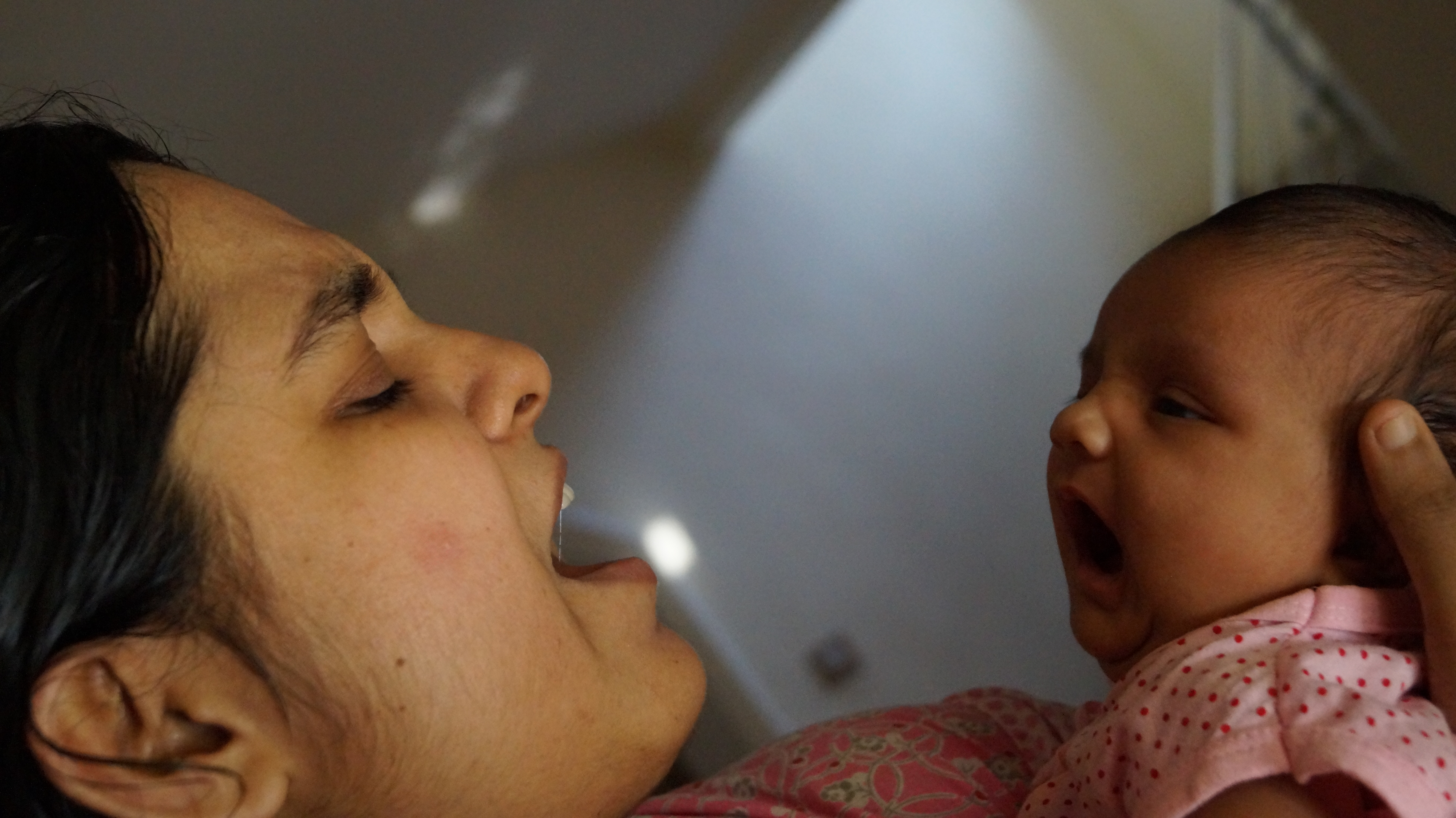
Madre comunicando con su hijo

#### La hipótesis de las "lenguas madre"
La hipótesis de las "lenguas madre" se propuso en el 2004 como posible solución a este problema. W. Tecumseh Fitch sugirió que el principio darwiniano de "selección de parentesco" -la convergencia de intereses genéticos entre parientes- podría ser parte de la respuesta. Fitch sugirió que las lenguas originariamente eran "lenguas madre". Si el lenguaje evolucionó inicialmente para la comunicación entre madres y su propia descendencia biológica, extendiéndose más tarde para incluir también los parientes adultos, los intereses de los hablantes y los oyentes habrían tendido a coincidir. Fitch defiende que los intereses genéticos compartidos habrían conducido a una confianza y cooperación suficientes para que las señales intrínsecamente poco fiables -palabras- se aceptaran como dignas de confianza y así empezaran a evolucionar por primera vez.
Los críticos de esta teoría indican que la selección de parentesco no es única de los humanos. Las madres de los simios también comparten genes con su descendencia, como lo hacen todo el resto de animales; por lo tanto, por qué somos solo los humanos los que hablamos? Además, es difícil de creer que los primeros humanos restringieran la comunicación lingüística a los parientes genéticos: el tabú del incesto tiene que haber forzado a los hombres y las mujeres a interaccionar y comunicarse con no-parientes. Por lo tanto, incluso si aceptamos las premisas iniciales de Fitch, la extensión de las redes de supuestas "lenguas madre" de parientes a no-parientes permanece inexplicada.

#### La hipótesis del "altruismo recíproco obligatorio"
Ib Ulbaek se acoge a otro principio darwiniano estándar -el "altruismo recíproco"- para explicar los niveles inusualmente elevados de honradez intencionada necesaria en la lengua para evolucionar. El "altruismo recíproco" se puede expresar como el principio de que si tú me rascas la espalda, yo te rascaré la tuya. En términos lingüísticos, querría decir que si tú me hablas de forma fiable, yo te hablaré de forma fiable. El altruismo recíproco darwiniano ordinario, indica Ulbaek, es una relación estable entre individuos que frecuentemente interaccionan. Para que una lengua prevalezca de un extremo al otro de una comunidad entera, aun así, la reciprocidad necesaria habría necesitado ser reforzada universalmente en lugar de ser abandonada a la elección individual. Ulbaek concluye que para que una lengua evolucionara, las primeras sociedades como un todo habrían estado sujetas a una regulación moral.
Los críticos indican que esta teoría suspende al explicar cuando, como, por qué o por quien el "altruismo recíproco obligatorio" podría posiblemente haber sido reforzado. Varias propuestas se han ofrecido para solucionar este defecto. Otra crítica es que la lengua no trabaja en las bases de altruismo recíproco de ninguna forma. Los humanos en grupos familiares no deniegan información a todo el mundo excepto a los oyentes que tiendan a ofrecer información valiosa a cambio. Al contrario, parecen querer advertir al mundo su acceso a la información social relevante, emitiéndola a cualquiera que la escuche sin pensar en un retorno.

#### La hipótesis del chismorreo y la limpieza
El chismorreo, de acuerdo con Robin Dunbar, es para los grupos humanos existentes lo que la limpieza manual para los otros primates -permite que los individuos sirvan a sus relaciones y, por lo tanto, mantengan sus alianzas en base al principio si tú me rascas la espalda, yo rascaré la tuya. A medida que los humanos empezaron a vivir en grupos sociales más y más grandes, la tarea de limpiar manualmente todos los amigos y conocidos era tan consumidora de tiempo como para ser impracticable. En respuesta a este problema, los humanos inventaron "una forma barata y ultraeficiente de limpiarse" -la limpieza vocal. Para mantener a tus aliados contentos, solo necesitas "limpiarlos" con sonidos vocales de bajo coste, sirviendo a múltiples aliados simultáneamente mientras mantienes ambas manos libres para otras tareas. La limpieza vocal entonces evolucionó gradualmente en el lenguaje vocal -inicialmente en forma de "chismorreo".
Los críticos de esta teoría indican que una verdadera eficiencia de la "limpieza vocal" -el hecho que las palabras fueran tan baratas- habría minado su capacidad de manifestar la voluntad de la especie transmitida por el consumo del tiempo y la limpieza manual costosa. Otra crítica es que la teoría no dice nada para explicar la transición crucial de la limpieza vocal -la producción de sonidos placenteros pero sin significado- a las complejidades cognitivas del discurso sintáctico.

#### Coevolución ritual/discurso
La teoría de la coevolución ritual/discurso fue propuesta originariamente por el distinguido antropólogo social Roy Rappaport antes de ser elaborada por antropólogos como Chris Knight, Jerome Lewis, Nick Enfield, Camilla Power e Ian Vatios. El científico cognitivo e ingeniero robótico Luc Steels es otro partidario prominente de esta aproximación general, tal como el antropólogo biológico/neurocientífico Terrence Deacon.
Estos estudiosos defienden que no  puede haber nada tal como una "teoría de los orígenes del lenguaje". Esto es así porque el lenguaje no es una adaptación separada, sino un aspecto interno de algo más grande -es decir, la cultura simbólica humana como un todo. Los intentos de explicar el lenguaje independientemente de este contexto más grande han fracasado espectacularmente, dicen estos científicos, porque se dirigen a un problema sin solución. Podemos imaginar un historiador mirando de explicar la emergencia de las tarjetas de crédito independientemente del sistema superior del cual forman parte? Usar una tarjeta de crédito tiene sentido solo si tienes una cuenta bancaria institucionalmente reconocida en un cierto tipo de sociedad capitalista avanzada -una donde ya se  hayan inventado la tecnología de comunicaciones electrónicas y los ordenadores digitales y donde el fraude se pueda detectar y prevenir. Del mismo modo, el lenguaje no funcionaría afuera de la matriz específica de los mecanismos e instituciones sociales. Por ejemplo, no funcionaría para una comunicación de simios con otros simios salvajes. Ni el simio más ingenioso podría hacer tareas lingüísticas bajo estas condiciones.
Los partidarios de esta escuela de pensamiento indican que las palabras son baratas. Como alucinaciones digitales, no son intrínsecamente fiables. En el supuesto de que un simio especialmente ingenioso, o incluso un grupo de simios elocuentes, probaran de usar palabras en la selva, no les comportarían ninguna convicción. Las vocalizaciones de los primates que efectivamente sienten convicción -aquellos que de hecho  usan- no son  como las palabras, en el sentido que son expresivas emocionalmente, con sentido intrínseco y fiables porque son relativamente, costosamente y difícilmente fingibles.
La lengua consiste en oposiciones digitales el coste de las cuales es esencialmente cero. Como puras convenciones sociales, las señales de este tipo no pueden evolucionar en un mundo social darwiniano -son una imposibilidad teórica. Cómo que es intrínsecamente de no fiar, la lengua trabaja solo si puedes crearte una reputación digna de confianza dentro de un cierto tipo de sociedad -es decir, una en que los hechos culturales simbólicos (a veces llamados hechos institucionales) se puedan establecer y mantener con la aprobación social colectiva. En cualquier sociedad cazadora-recolectora, el mecanismo básico para establecer confianza en los hechos culturales simbólicos es un ritual colectivo. Por lo tanto, la tarea que se plantea a los investigadores sobre los orígenes del lenguaje es más multidisciplinaria de lo que normalmente se cree. Implica dirigirse a la emergencia evolutiva de la cultura simbólica humana como un todo, con la lengua como un componente importante.
Los críticos de la teoría incluyen a Noam Chomsky, que la califica de hipótesis de la "no-existencia" -una negación de la misma existencia de la lengua como objeto de estudio para la ciencia natural. La teoría propia de Chomsky es que el lenguaje emergió en un instante y de manera perfecta, animando a la vez sus críticos a replicar que solo algo que no existe -una construcción teórica o una conveniente ficción científica- podría posiblemente emerger en tal milagrosa dirección. La controversia se mantiene abierta.

#### Hipótesis de la torre de Babel
Se ha sugerido que el lenguaje puede haber evolucionado en parte para bloquear la comunicación, para configurar la propia tribu aparte de la contaminación de las otras. Esto se conecta con la paradoja de los hablantes en código, el relato bíblico de la torre de Babel, y no se contradice con las hipótesis de la lengua madre, de la limpieza en la tribu, y para evitar el incesto descritas más arriba.

### La teoría gestual
La teoría gestual postula que la lengua humana se desarrolló de los gestos que se usaban para la comunicación simple.
Dos tipos de pruebas apoyan esta teoría:
1. El lenguaje gestual y el lenguaje vocal dependen de sistemas neuronales parecidos. Las regiones del córtex responsables de los movimientos de la boca y la mano limitan entre sí.
2. Los primates no humanos pueden usar gestos o símbolos para una comunicación como mínimo primitiva, y algunos de sus gestos se asemejan a los de los humanos, como la "postura de pedir", con las manos abiertas, que los humanos comparten con los chimpancés.[70]

La investigación ha encontrado un fuerte apoyo para la idea que el lenguaje verbal y el lenguaje de signos dependen de estructuras neuronales parecidas. Los pacientes que usaban el lenguaje de signos, y quienes sufrían una lesión al hemisferio izquierdo, mostraban los mismos desórdenes con su lenguaje de signos que los pacientes orales con su lenguaje oral. Otros investigadores encontraron que las mismas regiones del hemisferio izquierdo del cerebro que eran activas durante una conversación de signos, también lo eran durante el uso del lenguaje oral o escrito.
La cuestión importante para las teorías gestuales es por qué  hubo un cambio hacia la vocalización. Se  han propuesto varias explicaciones:
1. Nuestros antepasados empezaron a usar más y más herramientas, lo cual significa que sus manos estaban ocupadas y no podían usarse más para hacer gestos.[73]
2. El gesto manual requiere que los emisores y receptores estén al alcance visible el uno del otro. En muchas situaciones, podrían necesitar comunicarse, incluso sin contacto visual -por ejemplo después de la puesta de sol o cuando el follaje obstruye la visibilidad.
3. Una hipótesis compuesta defiende que el lenguaje primitivo tuvo lugar de forma en parte gestual y en parte por mimesi oral ("canción-y-danza" imitativas), combinando las modalidades, porque todos los signos (como los de los primates y los monos) todavía necesitan estar costosamente en orden para ser intrínsecamente convincentes. En este acto, cada muestra multimedia habría implicado no solo descifrar un significado intencionado, sino también inspirar confianza en la fiabilidad del signo. La propuesta es que solo después que se forzó la comprensión contractual de alcance comunitario se habría podido confiar en que las intenciones comunicativas se asumirían automáticamente, permitiendo finalmente al Homo sapiens cambiar hacia un formato por defecto más eficiente.[74] Cómo que las características orales distintivas (contraste sonoro) son ideales para este propósito, solo en este punto -cuando el lenguaje corporal intrínsecamente persuasivo no requería comunicar cada mensaje- se produjo el cambio decisivo del gesto manual hacia nuestra confianza primaria actual en la lengua hablada.[75][76][77]

Los humanos todavía usan gestos con las manos y faciales cuando hablan, especialmente cuando personas que no tienen una lengua común se encuentran. También hay, evidentemente, un gran número de lenguas de signos todavía existentes, normalmente asociadas con las comunidades sordas; es importante notar que estas lenguas de signos son iguales en complejidad, sofisticación, y poder expresivo, a cualquier otra lengua oral -las funciones cognitivas son parecidas y las partes del cerebro usadas son parecidas. La principal diferencia es que los "fonemas" son producidos fuera del cuerpo, articulados con las manos, el cuerpo y la expresión facial, más que  adentro del cuerpo articulados con la lengua, los dientes, los labios y la respiración.
Los críticos de la teoría gestual hacen notar que es difícil mencionar razones serias sobre por qué la comunicación oral primitiva basada en la palabrería (que es presente en los primates) se habría abandonado a favor de la mucho menos efectiva comunicación gestual, no oral. Aun así, Michael Corballis ha indicado que la comunicación oral de los primates (como los gritos de alarma) no se puede controlar conscientemente, a diferencia del movimiento de la mano, y así no es creíble como precursora del lenguaje humano; la vocalización primate es bastante homóloga y continuada en reflejos involuntarios (conectados con las emociones humanas básicas) como los gritos o la risa (el hecho que estas se puedan fingir no refuta el hecho que existan respuestas involuntarias sinceras en el miedo o la sorpresa). Además, el gesto generalmente no es menos efectivo, y dependiendo de la situación incluso puede ser ventajoso, por ejemplo en un ambiente ruidoso o donde es importante estar en silencio, como en la caza. Otros retos a la teoría del "primer gesto" los han presentado investigadores en psicolingüística, incluyendo a David McNeill.

### Las neuronas espejo y los orígenes del lenguaje
En los humanos, los estudios de IRM funcional han informado encontrando áreas homólogas en el sistema neuronal espejo de los monos en el córtex frontal inferior, cerca del área de Broca, una de las hipotéticas regiones lingüísticas del cerebro. Esto puede llevar a la sugerencia de que el lenguaje humano evolucionó del sistema de representación/comprensión gestual llevado a cabo en las neuronas espejo. Se ha dicho que las neuronas espejo tienen el potencial de proveer un mecanismo para la acción-comprensión, imitación-aprendizaje, y la simulación del comportamiento de otras personas. Esta hipótesis es apoyada por algunas homologías citoarquitectónicas entre el área premotora F5 de los monos y el área de Broca. Los índices de expansión del vocabulario ligan con la habilidad de los niños a reflejar vocalmente no-palabras y, por lo tanto, a adquirir las nuevas pronunciaciones de palabras. Esta repetición de la palabra pasa automáticamente, rápidamente y separadamente al cerebro de la percepción de la palabra. Además, esta imitación oral puede pasar sin comprensión como en el sombreado de la palabra y la ecolalia.
Otra evidencia de esta conexión proviene de un estudio reciente en el cual la actividad cerebral de dos participantes era medida usando IRM mientras se hacían gestos de palabras entre ellos usando gestos manuales con un juego de charadas -una modalidad que algunos han sugerido que puede representar el precursor evolutivo del lenguaje humano. Los análisis de los datos usando la causalidad de Granjer revelaron que el sistema neuronal espejo del observador efectivamente reflejaba el patrón de actividad en el sistema motor del emisor, apoyando la idea que el concepto de motor asociado con las palabras es efectivamente transmitido de un cerebro a otro usando el sistema espejo.
Se ha de indicar que el sistema neuronal espejo parece ser inherentemente inadecuado para jugar ningún rol en la sintaxis, puesto que esta propiedad definitoria de las lenguas humanas que se lleva a cabo en estructuras recursives jerárquicas se nivela en secuencias lineales de fonemas haciendo la estructura recursiva no accesible a la detección sensorial.

### Teoría de dejar en tierra al bebé
De acuerdo con la teoría de "dejar en tierra al bebé" de Dean Falk, las interacciones orales entre las primeras madres y niños homínidos provocaron una secuencia de acontecimientos que condujeron, finalmente, a las primeras palabras de nuestros antepasados. La idea básica es que las madres humanas evolutivas, a diferencia de sus parientes monas y simios, no se podían desplazar y recolectar con sus niños abrazados a las espaldas. La pérdida de pelo en el caso humano dejó los niños sin medios para engancharse. Frecuentemente, por lo tanto, las madres tenían que dejar sus bebés en tierra. Como resultado, estos bebés necesitaron sentir que no eran abandonados. Las madres respondieron desarrollando el "madrés" -un sistema de comunicación dirigido al niño abrazando expresiones faciales, lenguaje corporal, tocamientos, muecas, caricias, risas, señas y gritos de contacto emocionalmente expresivos. El debate parte de que el lenguaje de alguna manera se desarrolló de todo esto.
Los críticos hacen notar que mientras esta teoría podría explicar cierto tipo de "protolengua" dirigida al niño -conocida hoy como madrés- no sirve para solucionar el problema difícil real, que es la emergencia entre los adultos de un discurso sintáctico.
Aun así, en The Mental and Social Life of Babies, el psicólogo Kenneth Kaye  hacía notar que ninguna lengua adulta usable podría haber evolucionado sin una comunicación interactiva entre niños muy pequeños y adultos. "Ningún sistema simbólico podría haber sobrevivido de una generación a la siguiente si no hubiera podido ser fácilmente adquirido por los niños pequeños en sus condiciones de vida social normales."

### Teoría de la gramaticalización
La gramaticalización es un proceso histórico continuo en el cual las palabras independientes desarrollan apéndices gramaticales, mientras estas de rebote se van haciendo siempre más especializadas y gramaticales. Un uso inicialmente "incorrecto", al ser aceptado, conduce hacia consecuencias imprevistas, y provoca una reacción en cadena y amplias secuencias de cambio. Paradójicamente, la gramática evoluciona porque, en el análisis final, los humanos se preocupan menos de los detalles gramaticales que  de hacerse entender ellos mismos. Si así es como evoluciona la gramática hoy en día, de acuerdo con esta escuela de pensamiento, podemos legítimamente deducir principios parecidos en la práctica entre nuestros distantes antepasados, cuando la misma gramática se estableció por primera vez.
Para reconstruir la transición evolutiva desde el lenguaje primitivo hacia las lenguas con gramáticas complejas, necesitamos conocer qué secuencias hipotéticas son plausibles y cuales no. Para comunicar ideas abstractas, el primer recurso de los hablantes es retroceder a la imaginería concreta inmediatamente identificable, muy a menudo desplegando metáforas arraigadas en la experiencia forzosamente compartida. Un ejemplo familiar es el uso de términos concretos como "corazón" o "espalda" para expresar significados abstractos como "dentro" o "detrás". Igualmente metafórica es la estrategia de representar patrones temporales en el modelo de los espaciales. Así, decimos "pasé la tarde en casa" modelado de "fui a mi pueblo". De estos ejemplos,  podemos ver por qué la gramaticalización se considera unidireccional -de significado concreto a abstracto, no al revés.
Los teóricos de la gramaticalización dibujan el lenguaje primitivo como simple, quizás consistente solo en nombres. Incluso, bajo esta presunción teórica extrema, es difícil de imaginar qué inhibición cognitiva habría realmente impedido a la gente usar -decir- "lanza" como si fuera un verbo. Independientemente de los detalles de la gramática como los lingüistas profesionales lo entienden, la gente en la vida cotidiana seguramente habría usado sus nombres como verbos o sus verbos como nombres cuando la ocasión lo pedía. En resumen, mientras una lengua solo nominal podría parecer teóricamente posible, la teoría de la gramaticalización indica que no podría haber perdurado fija en aquel estado por mucho tiempo.
La creatividad guía el cambio gramatical. Esto supone una cierta actitud por parte de los receptores. En lugar de castigar las desviaciones del uso aceptado, los receptores tienen que priorizar la lectura mental imaginativa. No tendríamos que dar por sentado esta postura cognitiva. La creatividad imaginativa -emitiendo una alarma de presencia leopardo cuando no   había ninguno, por ejemplo- no es el tipo de comportamiento que las monas verdes valorarían o compensarían. La creatividad y la confianza son demandas incompatibles; para los primates "maquiavélicos" cómo para los animales en general, la presión predominante es mostrar confianza. Si los humanos se escapan de estas limitaciones es porque, en nuestro caso, los receptores están interesados primeramente en las afirmaciones mentales.
Centrarse en las afirmaciones mentales es aceptar las ficciones -habitantes de la imaginación- como potencialmente informativas e interesantes. Aprovechar el uso de la metáfora. Una metáfora es, literalmente, una afirmación falsa. Pensad en la declaración de Romeo, "Julieta es el sol!". Julieta es una mujer, no una bola de gases calientes en el cielo, pero los receptores humanos no son (o no normalmente) insistentes pedantes en el rigor factual punto por punto. Quieren saber qué tiene el emisor en su mente. La gramaticalización se basa esencialmente en la metáfora. Proscribir su uso sería parar de evolucionar y, por el mismo motivo, excluir toda posibilidad de expresar pensamiento abstracto.
Una crítica de todo esto es que, mientras la teoría de la gramaticalización podría explicar el cambio lingüístico hoy en día, no aborda satisfactoriamente el auténtico difícil reto -explicando la transición inicial de la comunicación de estilo primate al lenguaje tal como lo conocemos. Por el contrario, la teoría asume que el lenguaje ya existe. Cómo Bernd Heine y Tania Kuteva reconocen: "La gramaticalización requiere un sistema lingüístico que se usa regularmente y frecuentemente en una comunidad de hablantes y pasa de un grupo de hablantes a otro". Fuera de los humanos modernos, estas condiciones no prevalecen.

### Teoría de los simios autodomesticados
De acuerdo con un estudio investigador de las diferencias de sonido entre los maniquíes carpó-blancos y su homólogo domesticado (el gorrión del Japón), los maniquíes salvajes usan una secuencia de canto altamente estereotipada, mientras que los domesticados emiten un canto altamente no restringido. En los pinzones salvajes, la sintaxis del canto es sujeta a la preferencia femenina -selección sexual- y se mantiene relativamente fija. Aun así, en el pinzón bengalí, la selección natural es sustituida por la cría, en este caso por plumaje vistoso, y por lo tanto, desvinculada de presiones selectivas, la sintaxis del canto estereotipado puede dejarse de lado. Es sustituida, en 1.000 generaciones, por una secuencia variable y aprendida. Los pinzones salvajes, además, son incapaces de aprender secuencias de canto de otros pinzones. En el campo de la vocalización de los pájaros, los cerebros capaces de producir solo un canto innato tienen una vía neuronal muy simple: el centro motor prosencefálico primitivo, denominado el núcleo robusto del arcopallium, conecta con la producción vocal mesencefálica, que a la vez se proyecta al núcleo motor troncencefálico. Por contraste, en cerebros capaces de aprender cantos, el arcopallium recibe aportaciones de numerosas regiones prosencefálicas adicionales, incluyendo las involucradas en el aprendizaje y la experiencia social. El control sobre la generación de canto ha acontecido menos restringido, más distribuido y más flexible.
Cuando se comparan con los otros primates, el sistema de comunicación de los cuales es restringido a un repertorio altamente estereotipado de gritos y reclamos, los humanos tienen muy pocas vocalizaciones preespecífiques, y  son ejemplos existentes la risa y el llanto. Además, estas vocalizaciones innatas heredadas se generan por vías neuronales restringidas, en que el lenguaje se  genera por un sistema altamente distribuido que involucra numerosas regiones del cerebro humano.
Una característica remarcable del lenguaje es que, mientras la competencia  es heredada, las lenguas en sí son transmitidas por vía cultural. También son transmitidos por vía cultural los conocimientos, como los métodos tecnológicos para hacer cosas, que se formulan como explicaciones basadas en la lengua. Por lo tanto, se podría esperar una trayectoria coevolutiva firme entre la competencia lingüística y la cultura: los protohumanos capaces de las primeras, y presumiblemente rudimentarias, versiones de protolenguaje tendrían un mejor acceso a conocimientos culturales, y los conocimientos culturales, transformados en protolenguas que los cerebros infantiles podrían aprender fácilmente, serían más fácilmente transmitidos, y conferirían de este modo los beneficios acumulados.
Por lo tanto, los protohumanos indudablemente se dedicaron, y continúan dedicándose, a lo que se denomina construcción de nicho, creando nichos culturales que proveen conocimientos clave para sobrevivir, y experimentando cambios evolutivos que optimizan su habilidad de prosperar en estos nichos. La presión selectiva que opera para mantener los instintos importantes para sobrevivir en nichos preferentes se esperaría que se relajara cuando los humanos se hacen más y más dependientes de sus nichos culturales autocreados, mientras cualesquiera innovaciones que facilitaran adaptaciones culturales -en este caso, innovaciones en competencia lingüística- se esperaría que se extendieran.
Una manera útil de entender la evolución humana es que somos simios autodomesticados..Nuestra domesticación cultural podría haber relajado la selección de muchos de nuestros rasgos de comportamiento primario, permitiendo a las viejas vías degenerar y reconfigurar-se. Dada la manera altamente indeterminada que los cerebros de los mamíferos tienen de desarrollarse -básicamente, se construyen a sí mismos "de bajo arriba", con un conjunto de interacciones neuronales que configuran el estadio para la siguiente ronda de interacciones-, las vías degradadas tenderían a pedir y buscar nuevas oportunidades para las conexiones sinàptiques. Estas integraciones de las vías del cerebro heredadas podrían haber contribuido a la complejidad funcional que caracteriza el lenguaje humano. Y, como en el ejemplo de los pinzones, estas integraciones pueden pasar en espacios de tiempos muy rápidos.

## Comunicación, habla y lenguaje
Se puede establecer una distinción entre habla y lenguaje. El lenguaje no es necesariamente hablado: puede alternativamente ser escrito o de signos. El habla es uno de entre los muchos diferentes métodos de codificar y transmitir información lingüística, si bien probablemente el más natural.
Algunos estudiosos consideran el lenguaje como inicialmente un desarrollo cognitivo, sucediendo más tarde en la evolución humana su 'externalitzación' para servir a propósitos comunicativos. De acuerdo con una de estas escuelas de pensamiento, la característica clave que diferencia el lenguaje humano es la recursivitat -en este contexto, la adhesión iterativa de frases dentro de frases. Otros estudiosos -especialmente Daniel Everett- niegan que la recursividad sea universal, y cita ciertas lenguas (p. e., el pirahã) que, según dicen, carecen de este rasgo.
Algunos consideran la habilidad de preguntarse como distintivo entre el lenguaje y los sistemas de comunicación no humanos. Algunos primates cautivos (especialmente los bonobos y los chimpancés), que han aprendido a usar signos rudimentarios para comunicarse con sus entrenadores humanos, se han mostrado capaces de responder correctamente a preguntas y requerimientos complejos. Aun así, han fracasado al formularse incluso las preguntas más simples entre sí. En cambio, los niños son capaces de formular sus primeras preguntas (usando solo la entonación) en el periodo de barboteo de su desarrollo, mucho antes que empiecen a usar estructuras sintácticas. A pesar de que los bebés de las diferentes culturas adquieren las lenguas nativas de su entorno social, todas las lenguas del mundo sin excepción -tonales, no tonales, entonacionales y acentuadas- usan una "entonación interrogativa" ascendiente parecida para las preguntas sí-no. Este hecho es una fuerte evidencia de la universalidad de la entonación interrogativa.

## Desarrollo cognitivo y lenguaje
Una de las habilidades intrigantes que los seres lingüísticos tenemos es la de la referencia de alto nivel, o la habilidad de referirse a cosas o estados de cosas que no están en el campo inmediato del hablante. Esta habilidad a menudo se relaciona con la teoría de la mente, o una conciencia del otro como ser parecido a un mismo con voluntades e intenciones propias. De acuerdo con Chomsky, Hauser y Fitch (2002), hay seis aspectos principales de este sistema de referencia de alto nivel:
- La teoría de la mente
- La capacidad de adquirir representaciones conceptuales no lingüísticas, como la distinción objeto/tipo
- Las señales vocales referenciales
- La imitación como sistema racional, intencional
- El control voluntario sobre la producción de signos como evidencia de la comunicación intencional
- La representación numérica

### La teoría de la mente
Simon Baron-Cohen (1999) defiende que la teoría de la mente tiene que haber precedido el uso del lenguaje, basado en la evidencia del uso de las características siguientes desde hace 40.000 años: comunicación intencional, reparación de la comunicación fallada, enseñanza, persuasión intencional, decepción intencional, y la construcción de estas habilidades. La investigación de Call y Tomasello en los chimpancés lo apoya, en cuanto que individualmente parecen entender que los otros chimpancés tienen conciencia, conocimiento, e intención, pero no parecen entender las creencias falsas. Muchos primates muestran algunas tendencias hacia una teoría de la mente, pero no una plena como la que tenemos los humanos.
Finalmente, hay cierto consenso dentro del campo que una teoría de la mente sea necesaria para el uso del lenguaje. Por lo tanto, el desarrollo de una teoría de la mente plena en los humanos era la precursora necesaria para un uso pleno del lenguaje.

### Representación numérica
En un estudio concreto, se requería que ratas y palomas pulsaran un botón un cierto número a veces para conseguir comer: los animales mostraban una distinción muy esmerada de los números menores a cuatro, pero a medida que los números se incrementaban, la tasa de error se incrementaba (Chomsky, Hauser y Fitch, 2002). Matsuzawa (1985) probó de enseñar a los chimpancés la numeración árabe. La diferencia entre primates y humanos al respeto era muy grande; así, costó centenares de pruebas a los chimpancés aprender 1-9; con cada número, se requería una cantidad de tiempo de entrenamiento parecido. En cambio los niños, después de aprender el significado de 1, 2 y 3 (y a veces 4),  fácilmente comprendían el valor de los enteros más grandes usando una función sucesiva (p. e., 2 es 1 más grande que 1, 3 es 1 más grande que 2, 4 es 1 más grande que 3; una vez logrado el 4, parece que la mayoría de niños tienen un efecto eureka y entienden que el valor de cualquier entero n es 1 más grande que el entero previo). Dicho sencillamente, otros primates aprenden el significado de los números uno por uno de manera parecida a su aproximación a otros símbolos referenciales, mientras que los niños primero aprenden una lista arbitraria de símbolos (1, 2, 3, 4...) y después aprenden sus significados precisos. Estos resultados se pueden ver como una evidencia de la aplicación de la "propiedad generativa indeterminada" del lenguaje en la cognición numeral humana.

## Estructuras lingüísticas

### Principio lexicofonológico
Hockett (1966) detalla una lista de rasgos considerados como esenciales para describir el lenguaje humano. En el campo del principio lexicofonológico, dos rasgos de esta lista son los más importantes:
- Productividad: los hablantes pueden crear y entender mensajes completamente nuevos.
  - Los mensajes nuevos son inventados libremente mezclando, equiparando o transformando los viejos.
  - Tanto a los elementos nuevos como a los viejos, se les  asignan libremente cargas semánticas nuevas según las circunstancias y el contexto. Dice que en cada lengua, constantemente  aparecen nuevos idiomas.
- Dualidad (de Patterning): un gran número de elementos con significado se compone de un número reducido convenientemente de elementos sin sentido independientemente pero diferenciadores de mensajes.

El sistema de sonidos de una lengua está compuesto por un conjunto finito de elementos fonológicos simples. Bajo las leyes fonotácticas específicas de una lengua determinada, estos elementos se pueden recombinar y concatenar, y dan lugar a la morfología y el léxico indefinido. Un rasgo clave del lenguaje es que un conjunto simple, fenecido, de elementos fonológicos da lugar a un sistema léxico infinito en que las leyes determinan la forma de cada elemento, y el significado se liga inextricablemente con la forma. La sintaxis fonológica, entonces, es una combinación simple de unidades fonológicas preexistentes. Relacionado con esto, hay otro rasgo esencial del lenguaje humano: la sintaxis léxica, en que las unidades preexistentes se combinan, y dan lugar a elementos semánticamente nuevos o léxicamente diferentes.
Ciertos elementos del principio lexicofonológico, se sabe que existen fuera de los humanos. Mientras que todos (o casi todos) han sido documentados de alguna forma en el mundo natural, muy pocos coexisten en las mismas especies. Tanto el canto de los pájaros como los simios que cantan, y el canto de las ballenas, muestran sintaxis fonológica, combinando unidades de sonido en largas estructuras desprovistas de significado realzado o nuevo. Ciertas especies de primates tienen sistemas fonológicos con unidades referentes a entidades en el mundo. Aun así, en contraste con los sistemas humanos, las unidades en estos sistemas primates normalmente suceden aisladamente, delatando una falta de sintaxis léxica. Hay una nueva evidencia que sugiere que las monas de Campbell también muestran sintaxis léxica, combinando dos gritos (un grito de alarma de depredador con un "bum", la combinación de los cuales denota una amenaza reducida de peligro). Con todo, todavía no está claro si esto es un fenómeno léxico o morfológico.

### Pídgins y criollos
Los pidgins son lenguas significativamente simplificadas con solo una gramática rudimentaria y un vocabulario restringido. En su estadio primitivo, los pidgins principalmente consisten en nombres, verbos y adjetivos con ninguno o pocos artículos, preposiciones o verbos auxiliares. A menudo, la gramática no tiene ninguna tipología sintáctica fija y las palabras no tienen flexión.
Si se mantiene el contacto entre los grupos hablantes de pidgin durante largos periodos de tiempo, los pidgins pueden hacerse más complejos por muchas generaciones. Si los niños de una generación adoptan el pidgin como su lengua nativa, se desarrolla una lengua criolla, que se hace fija y adquiere una gramática más compleja, con una fonología fija, sintaxis, morfología, y arraigo sintáctico. La sintaxis y la morfología de estas lenguas a menudo pueden tener innovaciones locales no derivadas de manera obvia de ninguna de las lenguas madre.
Los estudios de las lenguas criollas de todo el mundo han sugerido que muestran parecidos remarcables en gramática y se desarrollan uniformemente desde pidgins en una sola generación. Estos parecidos son evidentes incluso cuando las criollas no comparten ningún origen lingüístico común. Además, las criollas comparten parecidos a pesar de desarrollarse aisladamente entre sí. Los parecidos sintácticos incluyen el orden de palabras sujeto-verbo-objeto. Incluso, cuando las criollas derivan de lenguas con un orden de palabras diferente, a menudo desarrollan el orden de palabras SVO. Las criollas tienden a tener patrones de uso parecidos para los artículos definidos e indefinidos, y leyes de movimiento parecidas para estructuras de frases, incluso cuando las lenguas madres no  tienen.

## Cronología evolutiva

### Lenguaje de los primates
Los primatólogos de campo nos pueden dar una idea útil sobre la comunicación de los homínidos en estado salvaje. El principal hallazgo es que los primates no humanos, incluyendo los homínidos, producen gritos que son cualificados, en oposición a la diferenciación categórica, a través de receptores que se esfuerzan a evaluar gradaciones sutiles en los estados emocionales y corporales de los emisores. En cautividad, a los simios, se les han enseñado formas rudimentarias de lenguaje de signos o se los ha persuadido de usar lexigramas -símbolos que no se asemejan gráficamente a las palabras correspondientes- en teclados de ordenadores. Algunos simios, como Kanzi, han sido capaces de aprender y usar centenares de lexigrames.
Las áreas de Broca y de Wernicke en los cerebros primates son las responsables de controlar los músculos de la cara, la lengua, la boca, y la laringe, como también de reconocer sueños. Los primates, se sabe que hacen "gritos vocálicos", y estos gritos se generan por circuitos del tronco encefálico y el sistema límbico. Aun así, los escaneos cerebrales modernos de los chimpancés chillando demuestran que usan el área de Broca para chillar y hay la evidencia que los monos escuchando el chillido de mono usan las mismas regiones del cerebro que los humanos escuchando el habla.
En estado salvaje, la comunicación de los monos verdes ha sido la que se ha estudiado más extensamente. Se conocen que pueden producir hasta diez vocalizaciones diferentes. Muchas de estas se usan para avisar los otros miembros del grupo de depredadores aproximándose. Incluyen un "grito de leopardo", un "grito de serpiente" y un "grito de águila". Cada grito provoca una estrategia defensiva diferente en los monos que sienten el grito y los científicos fueron capaces de provocar respuestas previsibles en los monos usando altavoces y sonidos grabados. Otras vocalizaciones pueden usarse para la identificación. Si una cría de mono grita, su madre se  gira, pero las otras madres mona verde se giran, hacia aquella madre de la cría, para ver lo que hará.

### Homoprimitivo
Respecto a la articulación, hay una especulación considerable sobre las capacidades lingüísticas del Homo primitivo (2,5 a 0,8 millones de años atrás). Anatómicamente, algunos estudiosos creen que rasgos como el bipedismo, que se desarrolló en los australopitecos alrededor de hace 3,5 millones de años, habrían comportado cambios en el cráneo, y permitirían un aparato vocálico más en forma de L. La forma del aparato y una laringe posicionada relativamente abajo del cuello son prerrequisitos necesarios para muchos de los sonidos que producimos los humanos, particularmente las vocales. Otros estudiosos creen que, basándose en la posición de la laringe, no tan solo los neandertales tenían la anatomía necesaria para producir el registro completo de sonidos que producimos los humanos modernos. Aunque otro punto de vista considera el descenso de la laringe como irrelevante en el desarrollo del habla.
El término protolengua, definido por el lingüista Derek Bickerton, es una forma primitiva de comunicación:
- una sintaxis plenamente desarrollada
- verbos temporales, de aspecto, auxiliares, etc.
- un vocabulario de tipo cerrado (p. e., no léxico)

O sea, un estadio en la evolución de la lengua en algún lugar entre la lengua homínida y la lengua humana moderna plenamente desarrollada. Bickerton (2009) sitúa la primera emergencia de esta protolengua en la forma más primitiva de Homo, y asocia su forma con la presión de la adaptación del comportamiento a la construcción del nicho carroñero encarada por el Homo habilis.
Rasgos anatómicos como el aparato vocálico en forma de L han ido evolucionando continuamente, en lugar de aparecer de repente. Por lo tanto, es más probable que el Homo habilis y el Homo erectus durante el Pleistoceno inferior tuvieran alguna forma de comunicación intermedia entre la de los humanos modernos y la de los otros primates.

### Homo sapiensarcaico
Steven Mithen propuso el término Hmmmmm para el sistema prelingüístico de comunicación usado por el Homo arcaico, empezando con el Homo ergaster y llegando a la más alta sofisticación en el Pleistoceno medio con el Homo heidelbergensis y el Homo neanderthalensis. Hmmmmm es un acrónimo de holístico (no compuesto), manipulador (las pronunciaciones son órdenes o sugerencias, no oraciones descriptivas), multimodal (acústico como también gestual), musical, y mimético.

#### Homo heidelbergensis
El Homo heidelbergensis era un pariente próximo (probablemente, un descendente migratorio) del Homo ergaster. Algunos investigadores creen que el H. ergaster fue la primera especie de homínido en producir vocalizaciones controladas, posiblemente imitando las vocalizaciones animales, y que mientras la H. heidelbergensis desarrolló una cultura más sofisticada y avanzaba desde este punto de vista y, posiblemente, desarrollaba una forma primitiva de lenguaje simbólico.

#### Homo neanderthalensis
El descubrimiento en 2007 de un hueso hioides de neandertal sugiere que los neandertales pueden haber sido anatómicamente capaces de producir sonidos como los humanos modernos. El nervio hipogloso, que pasa por el canal, controla los movimientos de la lengua y se dice que su medida refleja las habilidades de habla. Los homínidos que vivieron antes de hace 300.000 años tenían canales hipoglosales más parecidos a los de los chimpancés que  a los de los humanos.
Aun así, aunque los neandertales pueden haber sido anatómicamente capaces de hablar, Richard Klein, en 2004, dudó que poseyeran un lenguaje plenamente moderno. Justifica de manera suficiente sus dudas en el registro fósil de los humanos arcaicos y su equipo de herramientas de piedra. Durante 2 millones de años siguiendo la emergencia del Homo habilis, la tecnología de las herramientas de piedra de los homínidos cambió muy poco. Klein, que ha trabajado extensamente las herramientas de piedra antiguas, describe el tosco equipo de herramientas de piedra de los humanos arcaicos como imposible de descomponer en categorías basadas en su función, e informa que los neandertales parecen haberse preocupado poco de la forma final de sus herramientas. Klein argumenta que el cerebro neandertal puede no haber logrado el nivel de complejidad requerido para el habla moderna, aunque el aparato físico para la producción del habla estuviera muy desarrollado. El tema del nivel de sofisticación cultural y tecnológica del neandertal se mantiene en controversia.

### Homo sapiens sapiens
Los humanos anatómicamente modernos aparecen en el registro fósil por primera vez hace 195.000 años en Etiopía y recientemente han aparecido en dataciones similares en yacimientos de Marruecos. Pero mientras que eran anatómicamente modernos, las pruebas arqueológicas disponibles dejan pocos indicios de que no se comportaran diferentemente a los primitivos Homo heidelbergensis. Conservaban las mismas herramientas de piedra achelenses y cazaban menos eficientemente que  los humanos modernos del Pleistoceno tardío. La transición al más sofisticado musteriense tuvo lugar solo hacia hace 120.000 años, y es compartida tanto por el H. sapiens como por el H. neanderthalensis.
El desarrollo del comportamiento moderno pleno en el H. sapiens, no compartido por el H. neanderthalensis ni por ninguna otra variedad de Homo, se sitúa hace unos 70.000 años.
El desarrollo de herramientas más sofisticadas, por primera vez construidas de más de un material (p. e., hueso o cuerno) y classificables en diferentes categorías de función (como puntas de proyectil, grabadoras, hojas de cuchillo, y perforadoras), a menudo se toma como prueba de la presencia de un lenguaje plenamente desarrollado, asumido como necesario para la enseñanza de los procesos de manufactura a los descendientes.
El gran paso en la evolución lingüística habría sido la progresión de una comunicación primitiva, de tipo pidgin a una lengua como el criollo con toda la gramática y la sintaxis de las lenguas modernas.
Algunos estudiosos creen que este paso solo se podría haber cumplido con algún cambio biológico en el cerebro, como una mutación. Se ha sugerido que un gen como el FOXP2 podría haber sufrido una mutación que permitiría a los humanos comunicarse. Aun así, los estudios genéticos recientes han mostrado que los neandertales compartían el mismo alelo FOXP2 con el H. sapiens. Por lo tanto, no hay ninguna mutación única para el Homo sapiens. En lugar de esto, indica que este cambio genético precede la división neandertal-Homo sapiens.
Todavía hay un debate considerable sobre si el lenguaje se desarrolló gradualmente durando miles de años o si apareció de golpe.
Las áreas de Broca y de Wernicke de los cerebros primates también aparecen en el cerebro humano, la primera área involucrada en muchas tareas cognitivas y perceptivas, la segunda apuntando a las aptitudes lingüísticas. Los mismos circuitos tratados en el tronco encefálico y el sistema límbico de los primates controlan los sonidos no verbales en los humanos (reír, llorar, etc.), lo cual sugiere que el centro lingüístico humano es una modificación de circuitos neuronales comunes a todos los primates. Esta modificación y sus aptitudes para la comunicación parecen ser únicas para los humanos, lo cual implica que el órgano lingüístico derivó después de la división entre el linaje humano y el linaje primate (chimpancés y bonobos).
De acuerdo con la hipótesis de la migración desde la África, alrededor de hace 50.000 años, un grupo de humanos marchó de África y procedió a habitar el resto del mundo, incluyendo Australia y las Américas, que nunca habían sido pobladas por homínidos arcaicos. Algunos científicos creen que el Homo sapiens no marchó de África antes porque todavía no habían conseguido la cognición y el lenguaje modernos y, consiguientemente, carecían de las aptitudes o el número requeridos para migrar. Aun así, como que el Homo erectus había conseguido marchar del continente mucho antes (sin ningún uso extensivo de lenguaje, herramientas sofisticadas, o modernidad anatómica), las razones por qué los humanos anatómicamente modernos se mantuvieron en África durante un periodo tan largo se mantienen inciertas.

## Escenarios biológicos para la evolución lingüística
Todas las poblaciones humanas poseen el lenguaje. Esto incluye poblaciones, como los aborígenes de Tasmania y los andamaneses, que pueden haber estado aislados de los continentes del Viejo Mundo durante un periodo de 40.000 años.
La monogénesis lingüística es la hipótesis que  había una sola protolengua, a veces llamada lengua primigenia, de la cual todas las otras lenguas orales habladas por los humanos descienden. (Esto no se aplica a las lenguas de signos, que se sabe que surgieron independientemente de manera bastante frecuente. Sin embargo, el cambio lingüístico ha sido tan grande y continuado que es prácticamente imposible reconstruir lenguas tan antiguas (más allá de las superfamilias, como el antecesor del protoindoeuropeo) mediante el comparatismo.)
La hipótesis poligenista supondría que las lenguas modernas evolucionaron independientemente en todos los continentes, una propuesta considerada errónea por los impulsores de la monogénesis.

## Cimientos biológicos del habla humana
La laringe descendida, antiguamente se veía como una estructura única del canal vocal humano y esencial en el desarrollo del habla y el lenguaje. Aun así, se ha encontrado en otras especies, incluyendo algunos mamíferos acuáticos y los ciervos grandes (p. e., el ciervo rojo), y la laringe se ha observado que desciende durante las vocalizaciones en perros, patos, y alligators. En los humanos, con la laringe descendida, se prolonga la longitud del canal vocal y se amplía la variedad de sonidos que los humanos podemos producir. Algunos estudiosos mantienen que la ubicuidad de la comunicación no oral en los humanos continúa vigente como evidencia de la no-esencialidad de la laringe descendida para el desarrollo del lenguaje.
La laringe descendida también tiene funciones no lingüísticas, posiblemente exagerando la medida aparente de un animal (con vocalizaciones de nivel más grave que el esperado). Por lo tanto, aunque juegue un papel importante en la producción del habla, ampliando la variedad de sonidos que los humanos pueden producir, puede no haber evolucionado específicamente para este propósito, como ha sugerido Jeffrey Laitman, mientras que para Hauser, Chomsky, y Fitch (2002) podría ser un ejemplo de preadaptación.

## Historia

### En la religión y la mitología
La investigación del origen del lenguaje tiene una larga historia arraigada en la mitología. La mayoría de mitologías no atribuyen a los humanos la invención del lenguaje, pero hablan de una lengua divina precediendo al lenguaje humano.
La cultura judía piensa que Dios insufló la capacidad de hablar al ser humano al mismo tiempo que el alma, para que pudiera comunicarse con su creador,  tradiciones que posteriormente fueron adoptadas por el cristianismo y el islam. La Torre de Babel habría provocado la confusión lingüística como castigo por la soberbia de los humanos. El intento para recuperar la lengua de Adam (llamada lengua perfecta) nace de esta concepción mítica. El hebreo fue considerada la lengua perfecta.
Se puede observar que historias parecidas se repiten, como en la tradición sumeria llamada Enmerkar y el Señor de Aratta que ya se ha explicado en el punto anterior. Un grupo de personas de la isla de Hao, en la Polinesia, también cuentan una historia similar a la de la Torre de Babel: «Un dios que enfurecido persiguió a los constructores de la ciudad, destruyó un edificio y cambió el lenguaje del pueblo, por lo que todos hablaban diferentes lenguas».
En Mesoamérica existe un relato acerca de un hombre llamado Coxcox y una mujer llamada Xochiquetzal, que luego de naufragar juntos encima de un trozo de corteza de árbol, llegaron a tierra firme y engendraron muchos hijos. Sin embargo, esos hijos no podían hablar hasta que un día llegó una paloma que les otorgó el don del habla, pero en diferentes idiomas y de igual forma no se podían entender. Entre los Ticuna del Alto Amazonas se dice que todos los pueblos fueron una vez una sola y gran tribu, hablando todos el mismo idioma, hasta que en una ocasión, ellos se comieron dos huevos de colibrí, no se explica por qué, y posteriormente la tribu se dividió en muchos grupos y se dispersó al no poderse comunicar.
Otra historia, atribuida por el historiador nativo Fernando de Alva Ixtlilxóchitl (c. 1565-1648) a los antiguos toltecas, afirma que los hombres, después de un gran diluvio, se multiplicaron y entonces se erigió una gran torre o Zacuali, para protegerse en el caso de un segundo diluvio. Sin embargo las lenguas aparecen de repente, se confunden y el trabajo se detuvo.
En la antigua Grecia había un mito cuyo relato decía que durante siglos los hombres habían vivido sin ley bajo el imperio de Zeus y que todos podían hablar un mismo idioma dotado por el dios y la diosa de la ingenuidad, Philarios y Philarion. Sin embargo, en una ocasión, el dios Hermes llevó la diversidad en el habla y con ella la separación de las naciones, trayendo consigo la discordia. Zeus entonces renunció a su cargo y cedió su trono al primer rey humano, Foroneo.
En Wa-Sania, un pueblo bantú de África Oriental, tienen una historia acerca del principio de los pueblos de la tierra. Se cuenta que existía un solo idioma, pero que durante una severa hambruna la locura hirió al pueblo, haciendo que la gente vagase hacia todas direcciones, farfullando palabras extrañas y dando forma a los diferentes idiomas.
En su libro de 1918, el antropólogo James George Frazer documentaba similitudes entre los relatos del Antiguo Testamento, como el Diluvio, y leyendas indígenas de todo el mundo. Identificó entonces una historia que se cuenta en la mitología del pueblo Lozi, en donde los hombres malvados construyeron una gran torre de antenas para perseguir al dios creador, Nyambe, que había huido al cielo en una telaraña. Los hombres entonces se pierden cuando colapsaron mástiles de la torre y todos volaron. Frazer también cita las leyendas encontradas entre la gente de la región del Congo, así como de Tanzania, donde los hombres levantaban grandes torres o subían enormes árboles en un fallido intento de llegar a la Luna.
Las lenguas místicas utilizadas para comunicarse con animales o espíritus, como la lengua de los pájaros, también son comunes, y tenían un interés particular durante el Renacimiento.

### Experimentos históricos
La historia contiene un gran número de anécdotas sobre gente que intentó descubrir el origen del lenguaje mediante experimentos. La primera de estas historias la explicó Heródoto (Historias, 2.2). Explica que el faraón Psamético (probablemente, Psamético I, siglo VII a. C.) tenía dos hijos criados por un sacerdote, con las instrucciones de que nadie pudiera hablar, pero que el sacerdote los alimentara y cuidara mientras escuchaba para determinar sus primeras palabras. Cuando uno de los hijos gritó «bekos» con los brazos extendidos, el sacerdote concluyó que la palabra era frigia porque aquel sonido era la palabra frigia para pan. De esto, Psamético  concluyó que la primera lengua era la frígia. Se dice que el rey Jacobo V de Escocia probó un experimento parecido: sus hijos, se suponía que hablaban hebreo. Se dice que tanto el monarca medieval Federico II del Sacro Imperio romanogermánico como Akbar probaron experimentos parecidos: los niños involucrados en estos experimentos no hablaron.

### Historia de la investigación
Entre finales del siglo XVIII e inicios del XIX, los estudiosos europeos asumieron que las lenguas del mundo reflejaban varios estadios en el desarrollo del habla primitiva al avance. La lingüística moderna no empieza hasta finales del siglo XVIII, y las tesis románticas o animistas de Johann Gottfried Herder y Johann Christoph Adelung se mantuvieron influyentes hasta muy entrado el siglo XIX. La cuestión de los orígenes del lenguaje parecía inaccesible a las aproximaciones metódicas, y el 1866 la Société de Linguistique de Paris prohibió con gran eco toda discusión sobre el origen del lenguaje, estimándolo un problema irresoluble. Una aproximación cada vez más sistemática a la lingüística diacrónica se desarrolló en el curso del siglo XIX, y logró su culminación en la escuela neogramática de Karl Brugmann y otros.
Las lenguas artificiales como el esperanto nacieron para intentar volver a un idioma común para toda la humanidad y tienen en su gramática la vocación de ser perfectas.
Aun así, el interés científico en la cuestión del origen del lenguaje solo ha reavivado gradualmente a partir de los años 1950 (y aun entonces de forma controvertida) con ideas como la gramática universal, la comparación masiva y la glotocronología.
El «origen del lenguaje» como sujeto de interés emergió de los estudios en neurolingüística, psicolingüística y evolución humana. La Linguistic Bibliography introdujo el "origen del lenguaje" como apartado separado en 1988, como subtema de la psicolingüística. Las instituciones dedicadas a la investigación en la evolución del lenguaje son un fenómeno reciente, apenas emergente en los años 1990.

### Génesis de la lengua de signos nicaragüense
Empezando el 1979, el recientemente instalado gobierno nicaragüense inició el primer esfuerzo de difusión del país para educar los niños sordos. Antes de esto, no  había ninguna comunidad de sordos al país. Un centro para educación especial estableció un programa en que inicialmente  asistían 50 niños pequeños sordos. Hacia el 1983, el centro tenía 400 estudiantes. El centro no tenía acceso a materiales de enseñanza de las lenguas de signos que se usan en el mundo; consiguientemente, a los niños, no se les  enseñaba ninguna lengua de signos. El programa lingüístico, al contrario, quiso enfatizar el castellano hablado y la lectura labial, y el uso de signos por los profesores se limitaba al alfabeto dactilológico (usando signos simples para señalizar el alfabeto). El programa tuvo poco éxito, con la mayoría de estudiantes fracasando al comprender el concepto de las palabras castellanas.
Los primeros niños que llegaron al centro entraron solo con unos cuantos signos gestuales rudimentarios desarrollados dentro de sus respectivas familias. No obstante, cuando los niños se agruparon por primera vez empezaron a desarrollar otros signos. Cuantos más niños jóvenes se  añadían, la lengua se volvía más compleja. Los profesores de los niños, que tenían un éxito limitado al comunicarse con sus estudiantes, observaban con temor cómo los niños empezaban a comunicarse entre ellos.
Más adelante, el gobierno nicaragüense solicitó la ayuda de Judy Kegl, una experta americana en el lenguaje de signos de la Universidad Northeastern. Cuando Kegl y otros investigadores empezaron a analizar la lengua, notaron que los niños más jóvenes habían tomado la forma de tipo pidgin de los niños más grandes hasta un nivel más elevado de complejidad, con correspondencia verbal y otras convenciones de gramática.

## Más lecturas
- Botha, R. and C. Knight (eds) 2009. The Prehistory of Language. Oxford: Oxford University Press.
- Botha, R. and C. Knight (eds) 2009. The Cradle of Language. Oxford: Oxford University Press.
- Burling, R. 2005. The Talking Ape. How language evolved. Oxford: Oxford University Press.
- Christiansen, M. and S. Kirby (eds), 2003. Language Evolution. Oxford: Oxford University Press.
- Corballis, M. C., 2002. From Hand tono Mouth: The Origins of Language. Princeton and Oxford: Princeton University Press.
- de Grolier, E. (ed.), 1983. The Origin and Evolution of Language. Paris: Harwood Academic Publishers.
- Dessalles, J-L., 2007. Why We Talk. The evolutionary origins of language. Oxford: Oxford University Press.
- Deutscher, G. 2005. The Unfolding of Language. The evolution of mankind’s greatest invention. London: Random House.
- Dunbar, R. I. M. 1996. Grooming, Gossip and the Evolution of Language. London: Faber and Faber.
- Dunbar, R. I. M., C. Knight and C. Power (eds), 1999. The Evolution of Culture. An interdisciplinary view. Edinburgh: Edinburgh University Press.
- Fitch, W. T. 2010. The Evolution of Language. Cambridge: Cambridge University Press.
- Harnad, S. R., H. D. Steklis and J. Lancaster (eds), 1976. Origins and Evolution of Language and Speech. New York: Annals of the New York Academy of Sciences.
- The origin of speech.
- Hrdy,  S. B. 2009. Mothers and others. The evolutionary origins of mutual understanding. London and Cambridge, MI: Belknap Press of Harvard University Press.
- Hurford, J. R. 2007. The Origins of Meaning. Language in the light of evolution. Oxford: Oxford University Press.
- Hurford, J. R., M. Studdert-Kennedy and C. Knight (eds), 1998. Approaches tono the Evolution of Language. Social and cognitive bases. Cambridge: Cambridge University Press.
- Knight, C., M. Studdert-Kennedy and J. R. Hurford (eds), 2000. The Evolutionary Emergence of Language. Social function and the origins of linguistic form. Cambridge: Cambridge University Press.
- Lenneberg, E. H. 1967. Biological Foundations of Language. New York: Wiley.
- Leroi-Gourhan, A. 1993. Gesture and Speech. Trans. A. Bostock Berger. Cambridge, MI: MIT Press.
- Lieberman, P. 1991. Uniquely Human. The evolution of speech, thought and selfless behavior. Cambridge, Mass.: Harvard University Press.
- Lieberman, P. 2006. Toward an Evolutionary Biology of Language. Cambridge, MI: Harvard University Press.
- MacNeilage, P. 2008. The Origin of Speech. Oxford: Oxford University Press.
- Maynard Smith, J. and D. Harper 2003. Animal Signals. Oxford: Oxford University Press.
- Mazlumyan, Victoria 2008. Origins of Language and Thought. ISBN 0977391515.
- Tallerman, M. and K. Gibson (eds), 2012. The Oxford Handbook of Language Evolution. Oxford: Oxford University Press.
- Tomasello, M. 2008. Origins of Human Communication. Cambridge, MI: MIT Press.
- Zahavi, A. and A. Zahavi 1997. The Handicap Principle. A missing piece in Darwin's puzzle. New York and Oxford: Oxford University Press.

- Datos: Q501032